# Fábio Carneiro de Mendonça
Fábio Carneiro de Mendonça (Cataguases, 6 de junho de 1896 – Dados de morte desconhecidos[carece de fontes?]) foi presidente do Fluminense Football Club no período de 14 de Janeiro de 1949 a 12 de Janeiro de 1953.
Na sua gestão, o Fluminense conquistou os mais importantes títulos da sua história: A Copa Rio, em 1952, e Taça Olímpica, em 1949, considerado o prêmio nobel do esporte mundial.

## Vida pessoal
Fábio foi filho de Alberto Carneiro de Mendonça e Leocadie Procureur, e também irmão de Marcos Carneiro de Mendonça, grande goleiro do Fluminense. Foi pai do também ex-presidente tricolor Gil Carneiro de Mendonça.